# Kyara Linskens
Kyara Linskens (ur. 13 listopada 1996 w Brugii) – belgijska koszykarka występująca na pozycji środkowej, reprezentantka kraju, mistrzyni Europy (2023).
22 maja 2018 została zawodniczką InvestInTheWest AZS AJP Gorzowa Wielkopolskiego. 30 września 2019 dołączyła do rosyjskiego Jenisieju Krasnojarsk. W sezonie 2020/2021 została zawodniczką La Molisana Magnolia Campobasso, ale w październiku 2020 doznała kontuzji, która wyeliminowała ją z gry na cztery miesiące. W maju 2021 podpisała kontrakt z rosyjską drużyną Nadieżda Orenburg. Od 2022 jest zawodniczką francuskiego klubu Basket Lattes Montpellier.
Z reprezentacją Belgii zdobyła dwukrotnie brązowy medal mistrzostw Europy (2017, 2021), a w 2023 wywalczyła mistrzostwo Europy. Reprezentowała Belgię na mistrzostwach świata w 2018 (4. miejsce) i 2022 (5. miejsce), igrzyskach olimpijskich w Tokio (2021), gdzie zajęła z zespołem 7. miejsce oraz igrzyskach olimpijskich w Paryżu (2024), gdzie zajęła z drużyną 4. miejsce.

## Osiągnięcia
Stan na 2 października 2019, na podstawie, o ile nie zaznaczono inaczej..
Drużynowe
- Mistrzyni Belgii (2015, 2016)
- Wicemistrzyni Polski (2019)[15]
- Zdobywczyni Pucharu Belgii (2015)
- Finalistka Pucharu Belgii (2016)
- Uczestniczka rozgrywek:
  - Euroligi (2015/2016)
  - Eurocup (2012/2013, 2014/2015, 2016–2018)

Indywidualne
(* – nagrody przyznane przez eurobasket.com)
- Defensywna zawodniczka roku ligi belgijskiej (2017)*
- Debiutantka roku ligi belgijskiej (2013)*
- Zaliczona do*:
  - I składu zawodniczek krajowych ligi belgijskiej (2017)
  - II składu ligi:
    - belgijskiej (2017)
    - czeskiej (2018)
- Liderka:
  - w blokach:
    - Eurocup (2018)
    - ligi belgijskiej (2017)

  - czeskiej w zbiórkach (2018)

Reprezentacja
Seniorska
- Brązowa medalistka mistrzostw Europy (2017)

Młodzieżowe
- Wicemistrzyni:
  - Europy U–16 (2011)
  - Europy U–18 dywizji B (2013)
- Uczestniczka mistrzostw:
  - świata U–17 (2012 – 7. miejsce)
  - Europy:
    - U–20 (2016 – 5. miejsce)
    - U–18 (2014 – 5. miejsce)
    - U–16 (2011,  2012 – 4. miejsce)
- Najlepsza środkowa Eurobasketu U–18 dywizji B (2013)*
- Zaliczona do:
  - I składu Eurobasketu:
    - U–16 (2012)
    - U–18 dywizji B (2013)*

  - składu honorable mention Eurobasketu U–20 (2016)*
- Liderka w blokach Eurobasketu U–20 (2016)